# François Valentin (homme politique)
Pour les articles homonymes, voir François Valentin et Valentin.
François Charles Joseph Valentin est un homme politique français, né à Nancy le 8 août 1909 et mort à Chambley-Bussières le 24 septembre 1961. Pendant la Seconde Guerre mondiale, il dirigea la Légion française des combattants de 1941 à 1942 avant de rejoindre la Résistance. Il fut député de la IIIe République, sénateur de la IVe République et enfin député de la Ve République.

## Biographie

### Catholique patriote
Il est le fils d'un avoué près la cour d'appel de Nancy, d'origine mosellane, et d'une mère vosgienne. Il est aussi le neveu de Maurice Perrin, professeur de médecine à Nancy et conseiller municipal « national » et de Jules Valentin, président de la Fraternité Saint-Léon, tous deux proches des Jeunesses patriotes. Il est le grand-père paternel de Mgr Bruno Valentin, prélat catholique français, évêque de Carcassonne et Narbonne.
François Valentin fait ses études au collège de la Malgrange puis au lycée Saint-Sigisbert, puis à la faculté de droit de Nancy, et s’inscrit au barreau de Nancy en novembre 1931. Il effectue entretemps son service militaire en tant que sous-lieutenant au 10e bataillon de chasseurs à pied, à Saverne. Il deviendra plus tard vice-président des officiers de réserve de Nancy. Il est désigné à l'unanimité en 1935 pour représenter la XXe région au conseil d'administration de l'Union nationale des officiers de réserve.
Membre du patronage « La Foucotte », responsable de mouvements de jeunesse catholique dès 1927, vice-président du Groupement des étudiants catholiques à 18 ans, il est présenté en 1929 au maréchal Lyautey retiré à Thorey. Il entretiendra une relation étroite avec celui-ci jusqu’à sa mort en 1934. Il est un des dirigeants régionaux de l'Association catholique de la jeunesse française : président de l'Union diocésaine de l'ACJF à partir de 1928, puis président de l'Union régionale jusqu'en 1935. En 1934, il est secrétaire de l'Éclair de l'Est.
Il ne partage pas les tendances pacifistes des cadres parisiens de l'ACJF ; il est au contraire le héraut d'un patriotisme traditionnel et vigilant. En avril 1930, dans le cadre du congrès national de l'ACJF à Nancy, il organise un pèlerinage patriotique à Sion et à Thorey, afin d'enseigner « la cause de Dieu et de la France » et d'écouter des discours patriotiques de Louis Marin et de Lyautey. Il attire l'attention d'Édouard de Warren sur le pacifisme des Annales de la jeunesse française en novembre 1932. Il participe à la campagne des organisations catholiques contre la franc-maçonnerie dans les années 1930 ; il dénonce ainsi « l'action dissolvante et sournoise de la franc-maçonnerie et de ses filiales » en 1935 dans une conférence donnée à Bar-le-Duc par l'Union catholique.
Il ne cache pas ses croyances après son élection en 1936. Il assiste par exemple à une fête de l'Union Drouot en janvier 1936 à Jarny, où il tient un discours patriotique et religieux : « Que cette jeunesse soit donc fière [...] car c'est par elle que la France redeviendra libre et heureuse ; à une condition toutefois, c'est que tous sachent se grouper autour du double étendard qui doit être le nôtre : le drapeau national et la croix ». En mars 1939, il donne une conférence à Metz sur le rôle de la femme dans le monde chrétien à l'occasion d'une réunion de la Ligue féminine d'action catholique.

### Carrière politique
Très tôt, il s’intéresse à la politique. Il est alors un républicain « national », hostile au régime parlementaire, qu'il qualifie de « régime infect »,, en 1930 dans une lettre au maréchal Lyautey, se situant dès 1933 dans les réseaux des Jeunesses patriotes de Nancy, dont il est membre depuis 1934, et de la Fédération républicaine : on relève son nom dans plusieurs réunions politiques de ces groupements. Il est secrétaire général du quotidien nancéien L’Éclair de l'Est, contrôlé par Louis Marin, de novembre 1934 à 1936 (son oncle Maurice Perrin est le président du conseil d'administration de la Presse de l'Est qui édite ce quotidien).
En 1936,  il est élu au second tour député de Meurthe-et-Moselle avec l'aide des militants de la Fédération républicaine et des Ligues. Face au docteur René Goepfert, le député sortant Émile Seitz, Pierre-Henri Teitgen du Parti démocrate populaire, et le conseiller d'arrondissement URD de Nancy-Ouest depuis 1928 (élu conseiller général en 1937) René Galas, employé d'usine, militant catholique, membre des JP, proche d'Édouard de Warren et de Louis Marin, du Comité d'union républicaine nationale et sociale de Nancy, qui s'occupe de sa campagne. Il s'est entendu avec Louis Marin et a rendu visite à François de Wendel. Au soir du 26 avril, il apparaît aux côtés de Marin à une fenêtre du premier étage de l'immeuble de L’Éclair de l'Est, place Carnot à Nancy. Il est alors le plus jeune député de France, à 26 ans. Il s’inscrit au groupe de la Fédération républicaine. Dans un appel aux électeurs lors de la campagne électorale, il établissait deux blocs face à face et résumait l'élection à quelques choix : pour ou contre la patrie, pour l'union sociale ou pour la lutte des classes, pour la sauvegarde de la liberté ou pour la dictature. Un de ses tracts demandait aux électeurs « d'éviter à la France les convulsions de la guerre civile voulue par les soviets ».
Il est nommé président des Jeunesses de la Fédération républicaine en janvier 1939.
En Lorraine, il est membre actif du Rassemblement national lorrain (RNL), qui fédère des opposants au Front populaire, de 1936 à 1939. Il adhère en avril 1937 au Comité de défense des libertés républicaines et de sympathie pour le PSF. Il s'écarte ainsi de l'hostilité de Louis Marin à l'égard du Parti social français ; il souhaite alors œuvrer à l'union des droites, ce qu'il fait encore en 1939, en soutenant Marcel Deschaseaux dans sa campagne électorale, n'hésitant pas à participer aux côtés des chefs du PSF (en l'occurrence Charles Vallin) à une réunion électorale. Il devient la même année président du comité des jeunesses de la Fédération républicaine.
À Nancy, il entre en relation avec le colonel de Lattre, et fait partie de l'état-major de celui-ci en 1940, il est promu capitaine en mars 1940, alors que de Lattre, devenu général, commande la 14e division d'infanterie. Le 1er juin, il est cité à l'ordre de l'armée. Patriote, son premier réflexe est de refuser l'armistice et de rejoindre le général de Gaulle à Londres, mais sa confiance en Pétain et son sens de l'obéissance l'en empêchent.

### Régime de Vichy
Il vote le 10 juillet 1940 les pleins pouvoirs au maréchal Pétain, comme de nombreux autres députés de la Fédération républicaine, Philippe Henriot, Pierre Taittinger ou Xavier Vallat, bien que leur chef, Louis Marin, choisisse le refus de vote. Il devient directeur adjoint de la Légion française des combattants ; il est nommé en mars 1941 par le maréchal Pétain à la tête de la Légion, succédant à son ami Xavier Vallat. Celui-ci, ancien secrétaire général aux anciens combattants, est nommé commissaire aux questions juives. 
À cette date, la Légion est forte d'un million et demi d'adhérents et est conçue en auxiliaire du pouvoir vichyste et en gestionnaire de son capital idéologique. Ni parti, ni ligue, ni milice, sa dimension est éminemment maréchaliste. Valentin était mal préparé à l’affrontement politique dont la Légion devient l’enjeu par la seule masse de ses adhérents et refuse qu’elle se transforme en parti unique de la Révolution nationale. Il affronte diverses tentatives visant à transformer la Légion en un véritable parti unique ou, à défaut, la dévitaliser au profit d’organismes nouveaux. 
Darlan et ses hommes, arrivant au pouvoir en février 1941, veulent faire émerger une élite dynamique de la Légion, vouée à devenir une coquille vide et muée en glorieux paravent. Darlan veut créer ainsi un bureau politique de la Légion ouvert à des non-combattants, pour la transformer en une formation politique. Valentin pare à la manœuvre en plaçant un proche à la tête d’un simple « Comité civique » en septembre 1941, mais accepte aussi des hommes plus engagés comme Joseph Darnand. 
Pétain lui adresse une lettre le 18 décembre 1941, qui est un véritable désaveu et un constat d'échec de l'action de la Légion, ainsi qu'un appel à la « constitution de cellules actives qui [...] puissent permettre la détection et l'éducation des futurs révolutionnaires nationaux ».
En janvier 1942, le Service d'ordre légionnaire de Joseph Darnand, créé à l’été 1941, est intégré à la Légion : mouvement autoritaire, son recrutement, très sélectif, intègre fréquemment d’anciens membres des ligues antiparlementaires d’avant guerre. Débordé, Valentin ne peut que tenter de canaliser le mouvement en maintenant le SOL dans l’orbite de la Légion. 
Pour éviter la politisation, toujours, il fait interdire l’adhésion des légionnaires à la LVF, lancée en zone nord par Jacques Doriot et qui a étendu son recrutement à la zone sud.

### Résistance
Durant son passage à Vichy, il proteste contre le rappel en métropole du général Weygand, qui le dissuade de présenter sa démission au maréchal Pétain. Le 18 novembre 1941, aux côtés d'autres cadres de la Légion, il demande une entrevue à Pétain et lui déclare : « Monsieur le maréchal, nous avons le regret, pour la première fois, nous, vos soldats, de vous désobéir. Du plus profond de notre cœur, nous vous adjurons : ne sacrifiez pas le général Weygand... Cela ne servira à rien. Les Allemands ne vous en auront aucune reconnaissance. Prenez garde, monsieur le Maréchal, prenez garde à vous. »
Il démissionne en mai 1942 au retour de Pierre Laval, qui veut rendre plus autonome le SOL au sein de la Légion Française des Combattants. Le SOL deviendra en 1943 la Milice française. Il ne rompt pas encore ouvertement avec le régime de Vichy. La presse publie en juin 1942 sa déclaration aux légionnaires dans laquelle il exprime au maréchal Pétain son « inaltérable gratitude » , prie les légionnaires de rester « unis autour du maréchal et des chefs qu'il vous désigne » et de mettre leur énergie « au service de la Révolution nationale » et à la suite le message de remerciement de Pétain.
Valentin n’a nullement songé à une dissidence après son départ mais fréquentait déjà Suzanne Borel (future épouse de Georges Bidault) qui travaillait alors au ministère des affaires étrangères à Vichy : en contact avec Henri Frenay et les gens du mouvement « Combat », elle l’encourage, après son départ de la Légion, à rencontrer les responsables du NAP (Noyautage des administrations publiques) et du Super NAP, Bernard de Chalvron et Maurice Nègre.
De retour dans le domaine du droit, Valentin s’inscrit au barreau de Tulle et, avec maître Punthous, bâtonnier du barreau de Toulouse, défend le général de Lattre qui comparaît en janvier 1943 pour avoir désobéi aux ordres lui interdisant de résister aux troupes allemandes pénétrant dans la zone libre. 
C’est là le point de départ de son entrée en dissidence, alors même que le cabinet de Pétain a exercé sur lui une vive pression pour qu’il renonce à son geste . Par la suite, il passe dans la clandestinité et rejoint l’armée secrète sous le pseudonyme de Frédéric Vautrin, puis, à la tête d’un bataillon FFI dans le Tarn, sous celui de commandant Vincenot. Il adhère à l'Organisation de résistance de l'armée.
Il décide de lancer un appel à la Résistance auprès des légionnaires. Il enregistre un message, que deux résistants du Super-NAP font parvenir à Londres. Il est lu par Maurice Schumann à la BBC le 29 août 1943, troisième anniversaire de la Légion, et publié par la presse clandestine. Il y reconnaît son erreur de jugement : « Un cri de colère monte de nos cœurs, quand nous jetons un regard sur le chemin parcouru depuis trois ans et que, nous rappelant les espérances d'alors, nous constatons à quelles réalités nous avons été conduits, de chutes en chutes, de combinaisons en combinaisons, de lâchetés en lâchetés. Pourtant, il ne pouvait en être autrement  : notre erreur a été de croire qu'on pourrait relever un pays avant de le libérer. On ne reconstruit pas une maison pendant qu'elle flambe. » Puis il constate que le gouvernement n'a plus ni armée, ni flotte, qu'il n'est plus qu'une « façade de gouvernement » et qu'il faut donc en tirer la conclusion qui s'impose  : « Non seulement il n'a plus droit à l'obéissance, mais lui désobéir est une obligation chaque fois qu'il s'écarte du bien général de la nation. [...] Obéir ? Oui, mais à des chefs qui, eux-mêmes n'obéissent qu'à la France seule. Pour ceux qui se proposent cet idéal, il n'y a plus place pour l'hésitation  : il n'y a pas d'autre devoir que de rallier sans arrière-pensée les rangs des mouvements de résistance ». Valentin encense donc les résistants  : « Ces soldats sans uniforme incarnent les plus hautes traditions de l'héroïsme français » ; il fait référence au Comité national d'Alger, qui, « après avoir relevé notre souveraineté défaillante », travaille à « nous redonner une armée et une voix dans le monde », mais ne va pas jusqu'à citer le nom du général de Gaulle - il est giraudiste, et non gaulliste.
À la radio de Vichy, Philippe Henriot lui reproche d'avoir trahi la confiance du maréchal en prétendant savoir mieux que lui où était l'intérêt de la France : « Vous avez disparu, happé par les ténèbres opaques qui baignent les dissidences larvées... ». De même, l'organe de la Milice française, Combats, s'en prend à Valentin. Une caricature en diptyque, titrée « Opportunisme ou les métamorphoses de M. François Valentin », le dépeint en 1940 : jeune et musclé, il retrousse ses manches et s'apprête à corriger un « judéo-maçon » aux cheveux crépus et au nez accentué, portant redingote et symbole maçonnique. Le second volet montre Valentin en 1943 : il s'incline devant le personnage qu'il voulait bâtonner en 1940. Pourtant, quelques jours avant la diffusion de son message, il écrit à Xavier Vallat, resté son ami : « Les autres vont croire que je suis passé à l'ennemi, à la Loge, aux Juifs et aux francs-maçons. Mon seul but, à l'inverse, est de tenter de déjouer leurs manœuvres »
L'appel de Valentin à la résistance n'a pas l'effet escompté en tout cas auprès des légionnaires, du fait surtout de l'inertie et du déclin de la Légion. Quant au ralliement de Valentin, il est contesté par certains, notamment ceux qui n'ont pas oublié les luttes politiques d'avant guerre et ceux qui sont partisans de la fermeté à l'égard de ceux que l'on nomme après-guerre les « vichysto-résistants ».
En 1944 et 1945, Valentin fait les campagnes de France et d’Allemagne, au sein de la 1re armée commandée par de Lattre, à la tête d'une compagnie de la 3e division d’infanterie algérienne. Il participe en particulier à la défense de Strasbourg en janvier 1945 lors de la contre-offensive de Gerd von Rundstedt.

### Retour en politique
En 1945, il est déclaré inéligible, et le jury d'honneur refuse de lever l'inéligibilité. S'il admet que l'attitude de Valentin « s'est modifiée, qu'il a proclamé son erreur et a pris courageusement les armes contre l'ennemi », il a considéré que « le rôle politique très important joué [...] de 1940 à 1942 a gravement contribué à affaiblir le moral de la nation ». Il est aussi exclu de la Fédération républicaine, avec 13 autres parlementaires du parti, tels Xavier Vallat, Marcel Boucher, Pierre Taittinger ou André Parmentier.
Il est conseiller juridique de la filiale française de Kodak (Kodak-Pathé) de novembre 1949 à 1950,. Il devient administrateur de l'Eclair de l'Est à Nancy et éditorialiste parlementaire au quotidien parisien de droite L’Époque entre 1947 et la disparition de ce journal à l'automne 1950. Il y écrit sous le pseudonyme de Frédéric Vauthier. Il se montre farouchement anticommuniste en ces débuts de la guerre froide. Sous la pression du journal communiste L'Humanité, il révèle sa véritable identité en octobre 1948. L'Humanité, en retour, rappelle son passé vichyste pour le déconsidérer.
Parallèlement, il devient, en 1948, administrateur puis secrétaire général de l’association Rhin et Danube fondée à la demande du général Jean de Lattre de Tassigny : pendant que celui-ci est en Indochine, François Valentin est son représentant personnel à Paris à partir de 1950 ; il l’informe et assure la liaison avec les milieux politiques. En septembre 1951, il accompagne le général de Lattre aux États-Unis dans son voyage d’information sur les enjeux réels du conflit indochinois. Il sera en relation, durant ces périodes, avec Raoul Salan, adjoint militaire de De Lattre à l'époque, et son remplaçant en Indochine.
Relevé de son inéligibilité parlementaire à la suite du vote d’une loi d’amnistie promulguée en novembre 1952, François Valentin peut se présenter aux élections législatives de janvier 1956 : il est candidat en quatrième position sur la liste menée par Pierre André, mais sans succès. En revanche, deux mois plus tard, il est élu au Conseil de la République en tant que sénateur indépendant de Meurthe-et-Moselle le 25 mars 1956: il retrouve donc un mandat parlementaire 20 ans après son premier en 1936 ; il siège alors au groupe des Républicains indépendants. Il est réélu le 8 juin 1958, et est nommé le 17 juillet au Comité consultatif constitutionnel de la Ve république. Puis il démissionne pour se présenter aux législatives. Il est élu député indépendant de Toul en novembre 1958, et siège au groupe des Indépendants et paysans d'action sociale. Le seul autre cas d'un inéligible de la Libération à avoir été réélu député est Georges Bonnet, en Dordogne. Il est membre du bureau exécutif du Centre national des indépendants et paysans (CNIP).
À l’Assemblée nationale, il est élu, en janvier 1959, président de la Commission de la défense nationale et des forces armées, et réélu à ce poste en octobre. Il prend position en faveur de l’Algérie française à l'Assemblée, au sein du groupe parlementaire du CNIP et au sein de ce parti, s'éloignant dès lors de la majorité gaulliste à partir de 1959. Il prend la parole à un meeting du Rassemblement pour l'Algérie française de Georges Bidault en décembre 1959. Il participe au premier colloque du comité de Vincennes (comité de liaison et de coordination pour l'Algérie française) en juin 1960 contre l'indépendance de l'Algérie. Il vote non au référendum sur l'autodétermination en Algérie en janvier 1961, dénonçant comme « radicalement mauvaise » la politique proposée et déclarant : « L'armée a stoppé le processus défini par Mao Tsé-toung et a, pour la première fois, eu le dessus sur la guerre subversive. Et c'est à ce moment que l'on voudrait faire avaliser par le pays l'aveu d'une défaite. De Gaulle renie son siècle en disant que la France n'a perdu aucune bataille, mais a perdu la guerre ! ». Il vient témoigner pour la défense, au procès des généraux Challe et Zeller, en mai 1961.

### Mort accidentelle
Chevalier de la Légion d’honneur, titulaire de la croix de guerre 1939-1945, de la Francisque et de plusieurs citations, François Valentin meurt dans un accident de la route, le 24 septembre 1961, un dimanche après-midi, sur une petite route entre Toul et Longwy, non loin de Mars-la-Tour : la collision entre sa voiture et celle de M. Duvivier, directeur de l'usine Sidelor-Micheville, à Villerupt, coûta la vie aux deux hommes. Ses obsèques furent célébrées le mercredi suivant, en l'église Saint-Léon de Nancy.
Il était alors à un poste clé à l'Assemblée nationale, alors que la crise algérienne va connaître une évolution cruciale. Jacques Chaban-Delmas, président de l'Assemblée nationale prononça le 3 octobre son éloge funèbre, soulignant « la rigueur de ses convictions », qui l'ont conduit à « prendre avec passion, des positions tranchées ». Le Premier ministre Michel Debré s'y associa au nom du gouvernement, le présentant comme « un chef de l'opposition ».

## Décoration
- Croix de guerre 1939–1945, palme de bronze (1er juin 1940)